# 約束の地 大統領回顧録 I
『約束の地 大統領回顧録 Ⅰ』（やくそくのち だいとうりょうかいころく いち、A Promised Land）は、2009年から2017年にかけて第44代アメリカ合衆国大統領を務めたバラク・オバマによる回想録である。2020年11月17日に出版された本書は全2部と構想されているシリーズの第1部である。政治家としてのキャリアに焦点に当てたこの大統領回想録はオバマの生い立ちから2011年5月のウサーマ・ビン・ラーディン殺害に至るまでの半生が記録されている。原書は768ページに及び、デジタル版、ペーパーバック版、ハードカバー版が発売され、20カ国語に翻訳されている。オバマ自身が朗読する29時間のオーディオブック版も発売されている。
本書は多くの反響を受け、『ニューヨーク・タイムズ』、『ワシントン・ポスト』、『ガーディアン』の年末のベストに選ばれている。商業的にも成功を収めており、2021年2月7日時点での『ニューヨーク・タイムズ』のベストセラーリストのノンフィクション部門で10週連続で入った。本書は発売前から非常に期待されており、『ニューヨーク・タイムズ』はその2ヶ月前の段階で同年のトップセラーになることが「事実上確実」であると報じていた。

## 背景
バラク・オバマは本書以前には1995年にタイムズ・ブックスより回想録『マイ・ドリーム: バラク・オバマ自伝』、2006年にクラウン・パブリッシング・グループより政治書『合衆国再生 大いなる希望を抱いて』を発表していた。
『約束の地』は2018年11月13日にクラウンより出版されたファーストレディーのミシェル・オバマの回想録『マイ・ストーリー』の2年後に発売された。本書は全2巻と構想されているシリーズの第1巻である。ハリー・S・トルーマン以降の大統領のうち、ジョン・F・ケネディ（任期途中で死去）とジョージ・H・W・ブッシュ以外全員が長編回想録を発表しており、オバマのものは比較的長い3年以上の執筆期間を要した。退任から回想録出版までの期間が最も長かった大統領はリチャード・ニクソンである。オバマは『約束の地』が700ページの回想録となったことを引き合いに出し、当初は「500ページの回想録を1年で書き終える」つもりだったと明かしている。

## 内容
オバマは本書の出版発表後のツイートで「私の大統領職務、国家として我々が立ち向かっている力、そして分断を修復し、民主主義を全ての人々のために機能させるにはどうすればよいのかについて正直に説明すること」が目的であると述べた。

### 概略
この回想録はオバマの政治生活に焦点を当てつつ彼の生い立ちから始まり、最初の選挙運動の詳細、大統領としての1期目の大部分に及んでいる。本書は2011年5月のウサーマ・ビン・ラーディンの殺害にまつわる出来事で締めくくられ、オバマと作戦を実行したNavy SEALsとの会談で終わっている。本書は政治に焦点が当たっているが、原書の最初の200ページはシカゴ時代までのオバマの半生とキャリアに費やされている。

### ハイライト

#### 大学時代
1980年代に大学生だったオバマは恋人になりそうな相手に好印象を与えるためにカール・マルクス、ミシェル・フーコー、ヘルベルト・マルクーゼを読んでいたことを明かしている。オバマは「恥ずかしいことに大学での最初の2年間で私が抱いていた知的好奇心と、私がお近づきになりたいと思っていた女性たちへの興味とは、ほぼ同じレベルだった」と振り返った。オバマは大学時代の読書について、「女の子をナンパするために偽の知性をまとってみたものの、戦略としてはほぼ失敗だった」と評価した。

#### 他の政治家の評価
オバマはその前半生と大統領職を通して出会った多くのスタッフや他の政治家たちに好意的な描写をしている。チママンダ・ンゴズィ・アディーチェは『ニューヨーク・タイムズ』紙上の書評で、オバマの「1期目の側近に対する愛情」は「感動的」であり、その他の人々についての記述は「人々を英雄にしている」と指摘している。本書では、DREAM法案に「良心に従った」賛成票を投じたクレア・マカスキル連邦上院議員（ミズーリ州、2007年-2019年）、2007年-2008年の金融危機に対処したティム・ガイトナー、その他大勢の人々が賞賛されている。
オバマは他の世界各国の指導者についても論じており、例を挙げるとウラジーミル・プーチンの「わざとらしいほどの男らしさ」のイメージは「10代のインスタグラムユーザーまでも視野に入れ」たものであると述べた。またイギリスの首相のデーヴィッド・キャメロンに関してオバマは「それまでの人生であまり厳しい批判を浴びたことのない者らしい自信と余裕に満ちていた」人物と評している。

#### ノーベル賞
オバマは2009年ノーベル平和賞受賞を耳にした際は単純に「いったいどうして?」という反応をしたと書いている。ノーベル賞受賞式のためにオスロに到着した時についてオバマは「たったひとりの人間がそのようなカオスに秩序をもたらすことができるなどと考えるのはばかげている。（中略）ある意味では、通りに集まった人たちは幻に対して歓声を送っているのだ」と振り返っている。チママンダ・ンゴズィ・アディーチェとイーライ・ストコルスはそれぞれの書評でこの反応を「信じられない」と述べた。オバマはまた早朝のこの電話の後に妻のミシェルに知らせを伝えると、彼女は「すごいじゃない、ハニー」と返事して寝返りを打ち、眠りについたと回想している。アディーチェはこの反応を分析し、オバマが「自分のパブリック・イメージが誇張されすぎていると考えており、自分自身の誇大宣伝バルーンにピン刺している」と指摘した。

#### 国際連合
オバマは本書の中で「冷戦中、いかなる事項に関しても全会一致の合意が得られる可能性はわずかで、その結果、ソ連の戦車部隊がハンガリーに侵攻したり米軍機がベトナムの田園地帯にナパーム弾を落としたりしても、国連は傍観するしかなかったのだ。冷戦後も、安保理内の分裂は国連の問題解決能力を奪いつづけた。常任理事国には、ソマリアなど崩壊の危機にあった国家の再建やスリランカなどで見られた民族虐殺の防止を実現するための手段や集団的意思が欠けていた」と述べている。

## 評価

### 批評家の反応
レビュー収集サイトのブック・マークスでは、『約束の地』は批評家から概ね好意的な評価を得ている。収集された33件の批評のうち、12件が「絶賛」、16件が「肯定的」、5件が「賛否両論」と分類された。

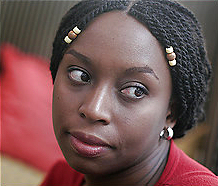
ナイジェリア人作家のチママンダ・ンゴズィ・アディーチェは、オバマの散文と細部の描写が本書の長さを正当化していると賞賛した。

2020年11月29日付の『ニューヨーク・タイムズ・ブックレビュー』の一面に掲載された書評の冒頭でチママンダ・ンゴズィ・アディーチェはオバマが「この上なく素晴らしい作家である」と評し、本書が「重厚な回想録に重苦しさを回避しているばかりではなく、一文一文、ところどころに華やかな散文があり、細部が粒ぞろいで鮮明であるため、ほぼ常時、読んでいて楽しいのである」と論じた。『パブリッシャーズ・ウィークリー』はオバマが「ホワイトハウスにまで登りつめ、就任してからの2年半を驚くほど内省的に綴っている」と評し、「この素晴らしい記録は混在する大統領の事後検討の分野を凌駕している」と述べた。『カーカス・レビューズ』の本書の項目には「一流の政治回顧録であり、あらゆる読者に向けた実践的な政治の真剣な習作」というキャッチコピーがつけられた。ウォルター・クレメンスは『ニューヨーク・ジャーナル・オブ・ブックス』に書評を寄稿し、冒頭で「この本に書かれている全ての文章は大切にし、味わうに値する」と述べ、最後に「21世紀初頭のアメリカを理解したい人は、この本を読むか、元大統領のナレーションによるオーディオ版を聴くべきだ」と締めくくった。『タイムズ文芸付録』のエリック・フォナーは本書が「上品に書かれ」、「このマイナーなジャンルにおける最も印象的な貢献のひとつであることは間違いない」と評し、「才能ある作家であり、700ページ以上にわたって読者の興味を持続させる」と述べた。
『スレイト』のローラ・ミラーは本書が「著者の知性、冷静さ、暖かさ、つまり彼の素晴らしく健全な家族に対する無邪気な喜びから、彼のために共に働く人々、特に初期の人々に対する明確な好意まで、読む喜びを与えてくれる」と評した。『タイム』誌は「オバマは良い物語を語る術を知っている」とし、「大統領としての最大の瞬間における彼の考え方への洞察は、その思慮深さを思い起こさせる」と評した。『タイム』には続けて、「最初から最後まで、『約束の地』はオバマがそのキャリアを費やしてきた物語を思い起こさせる」と書かれた。その他に『ウォール・ストリート・ジャーナル』、『フィナンシャル・タイムズ』、『エンターテインメント・ウィークリー』、『エスクァイア』、『オプラ・マガジン』に書評が掲載された。
新聞批評では、イーライ・ストコルスが本書の批評を『ロサンゼルス・タイムズ』と『ザ・ピッツバーグ・ポスト・ガゼット』で書いた。ストコルスは本書が「深く内省的で、時に哀愁的」であり、「上品な散文」であると評している。ストコルスはさらに本書が「しばしばオバマが自分自身と会話しているように読める」と評し、在任中の様々な行動や不作為に対する自責の念を表現していると述べた。『アトランティック』のジェフリー・ゴールドバーグは本書が「多くの点で異常な大統領回想録である。異常に内面的で、異常に自己批判的で、異常に現代的で、（中略）そして異常によく書けている」と述べた。ピーター・バーゲンはCNNでの書評で本書が「感動的」で「美しく書かれている」と述べ、第2部は「きっとまた非常に説得力ある本になることだろう」と締めくくった。
『ガーディアン』での書評でゲイリー・ヤウンジは、「政治文学作品として『約束の地』は印象的だ」と書き、「オバマは才能ある作家だ」と評した。同じく『ガーディアン』での書評でジュリアン・ボルジャーは、「701ページにわたる上品な語り、思索、内省の書であり、その中で彼は自らの動機に踏み込んでいる」と評し、「政治家の自伝に対する基本的な期待を十分に満たしており、権力の運転席からのきめ細やかな視点を提供している」と述べた。さらに『ガーディアン』の書評でピーター・コンラッドは、「最高の自伝作家がそうであるように、バラク・オバマもまた、自分が何者であるかを発見することを願って、自分自身について書いている」と評した。
本書は『ワシントン・ポスト』のカルロス・ロサダや『シカゴ・トリビューン』のネイト・マーシャルにも批評された。本書はまた『ニューヨーク・タイムズ』での2回目の書評で、「著者自身と同様に熟慮され、慎重で理路整然とした700ページ」と評された。この書評では続けて、本書が「壮大な神話の時代」に書かれたものである一方で、オバマが「彼自身の物語を語る能力を駆使して彼自身を非神話化」していると評した。さらにこの書評では、本書が「『世界を作り変えよう』とする若者たち」に向けて書かれているが、「奔放な可能性よりもそれを阻害する力について書かれている」と論じられた。『タイムズ』、『オブザーバー』、『インデペンデント』にも書評が掲載された。その他の通信社では『ボストン・グローブ』とNPRに書評が寄せられた。
チママンダ・ンゴズィ・アディーチェは書評の中で、オバマの絶え間ない「栄光への消極性」を批判し、「それに対して、『ほら、もう自分の手柄にしなさいよ!』と言いたくなる衝動に駆られる」と述べた。アディーチェはまた、オバマには過剰に自己批判的な傾向があり、そのやり方を「自己嫌悪ほどではないが、自己認識がより暗い」と指摘した。さらに彼女はその極端な自己認識が彼の「健全な人間性」と、周囲の人々への賞賛を含む「深い寛大さ」の一因となった可能性があると指摘した。続けて彼女は、「しかし、彼の冷酷な自己評価に対し、最高の回想録からもたらされるべきもの、すなわち真の自己開示がほとんどない」と述べた。彼女はこれはオバマの冷静な文体が原因であると論じ、「大げさな感情を警戒するあまり、感情そのものが抑えられている」と述べた。彼女はこの回想録の最良の要素は意外な「ゴシップ的」なものであると述べた。
『スレイト』の2020年11月20日付の記事でローラ・ミラーは本書の初期の批評をまとめ、「賞賛に値するが、見方によっては親密さに欠け、人種的憤慨に欠け、あるいは少々陰鬱である」と述べた。ミラーはまた、本書の批評の多くでその長さと、これだけの長さにもかかわらず複数巻のうちの1巻であることに苦言を呈されていると述べた。ミラーは本書が状況やプロトコルを説明する際に「過剰と思われる背景情報」を提供する傾向があると指摘している。書評では更に、説明の多くが「行政府の熟練の観察者」にとって「救済的」に見える可能性があると指摘され、ミラーは「このような本について意見を求められることはよくあることだ」と認めている。
フィリップ・テルジアンは『ウォール・ストリート・ジャーナル』紙上で、「中身の問題として」、本書が「新聞の読者が知らないようなことはほとんど教えてくれない」上に、「単調になることもある」と評し、さらに「各章は定型的で、不思議なほど画一的なやり方で展開される」と述べた。またエドワード・ルースは『フィナンシャル・タイムズ』で、本書の主な「欠陥」はオバマが「合理的すぎて、ほとんど無関心の域に達している」ことであると評した。
『ケープ・アーガス』、『ザ・スター』（南アフリカ）、ヴォイス360に掲載されたチリツィ・マルワラの書評では、光のようなオバマは現象と政治家という二面性を持っていると書かれている。政治家としてのオバマは敵対的な環境下で多くのことを成し遂げたが、現象としてのオバマはインスピレーションを与えてノーベル賞を勝ち取った。彼は政治家のオバマが現象のオバマに勝利したと結論づけた。

### 受賞
本書は2020年のグッドリード・チョイス・アワードの回想録・自伝賞を受賞した。『ニューヨーク・タイムズ・ブック・レビュー』の「2020年のトップ10冊」、『ワシントン・ポスト』の「2020年の注目すべきノンフィクション50作」、『ガーディアン』の「2020年最高の政治書」、『Marie claire』の「2020年最高の政治書」の1冊に選ばれた。

## 出版
本書は国政選挙直後の2020年11月17日にハードカバー、電子、オーディオブック形式で発売された。本書はアメリカ合衆国とカナダではクラウン・パブリッシング・グループ、その他の英語圏ではヴァイキング・プレスより出版された。クラウンとヴァイキングの親会社であるペンギンは本書を20以上の言語に翻訳した。

### 売り上げ
『ニューヨーク・タイムズ』のベストセラーリストのノンフィクション部門では10週連続1位、『パブリッシャーズ・ウィークリー』の総合部門では9週連続1位を獲得した。アメリカ合衆国とカナダの初版部数は340万部、国際市場向けには250万部が用意された。『ニューヨーク・タイムズ』紙は本書が年間トップセラーになることは「事実上確実」と評した。11月18日、ペンギン・ブックスは本書がアメリカ合衆国とカナダで初日に88万7000部を売り上げ、妻のミシェルによる2018年の『マイ・ストーリー』の初日売り上げ72万5000部を上回ったと発表した。2020年11月24日までに北米売り上げは170万部を突破し、大統領回想録の初週売り上げ記録を更新した。当初340万部発行されていた本書は需要の高さから430万部まで増刷された。最初の1ヶ月で330万部を売り上げ、ABCニュースは2020年12月16日に「現代で最も売れた大統領回想録の道を順調に進んでいる」と報じた。

### 英語版発売史
英語版はペーパーバック、ハードカバー、電子、オーディオ版が発売されている。アメリカ合衆国とカナダではクラウン・パブリッシング・グループ、イギリス、アイルランド、オーストラリア、ニュージーランド、インド、南アフリカではヴァイキング・プレスより出版された。オバマ自身が朗読する28時間10分のオーディオブック版もAudibleで配信された。本書はジミー・カーターの『White House Diary』、ジョージ・W・ブッシュの『決断のとき』に続いて3冊目となる著者本人朗読による大統領回想録である。
- ペーパーバック:
  - Obama, Barack (December 8, 2020) (英語). A Promised Land. 1. New York: Crown. ISBN 978-0-525-63376-1. OCLC 1223521681
- ハードカバー:
  - Obama, Barack (November 17, 2020) (英語). A Promised Land. 1. New York: Crown. ISBN 978-1-5247-6316-9. OCLC 1196086067
  - Obama, Barack (November 17, 2020) (英語). A Promised Land. 1. London: Viking. ISBN 978-0-241-49151-5. OCLC 1196244052
- 電子書籍:
  - Obama, Barack (November 17, 2020) (英語). A Promised Land. 1. New York: Crown. ISBN 978-1-5247-6318-3. OCLC 1196086067
  - Obama, Barack (November 17, 2020) (英語). A Promised Land. 1. London: Viking. ISBN 978-0-2419-9141-1. OCLC 1196244052
- オーディオブック:
  - Obama, Barack (November 17, 2020) (英語). A Promised Land. 1. New York: Random House Audio. ISBN 978-0-525-63372-3. OCLC 1222783751
  - Obama, Barack (November 17, 2020) (英語). A Promised Land. 1. London: Penguin Random House. ISBN 978-0-241-99142-8. OCLC 1222783751
- CD:
  - Obama, Barack (November 24, 2020) (英語). A Promised Land. 1. New York: Penguin Random House. ISBN 978-0-525-63371-6. OCLC 1201544122
  - Obama, Barack (November 24, 2020) (英語). A Promised Land. 1. London: Penguin Random House. ISBN 978-0-241-99143-5. OCLC 1201544122

### 翻訳
2020年9月、ペンギン・ランダムハウスは英語版と平行して24カ国語版（アルバニア語、アラビア語、ブルガリア語、中国語、チェコ語、デンマーク語、オランダ語、フィンランド語、フランス語、ドイツ語、ギリシア語、ヘブライ語、ハンガリー語、イタリア語、日本語、朝鮮語、リトアニア語、ノルウェー語、ペルシア語、ポーランド語、ポルトガル語、ルーマニア語、スペイン語、スウェーデン語、ベトナム語）を出版すると発表した。
| 言語                      | タイトル                | 翻訳者 | 出版者                                            | 出版日         | 印刷版                                                                            | 電子版                 | オーディオ版                                    |
| ------------------------- | ----------------------- | --- | ------------------------------------------------- | -------------- | --------------------------------------------------------------------------------- | ---------------------- | ----------------------------------------------- |
| スペイン語                | Una tierra prometida    | - Francisco José Ramos Mena - Efrén Del Valle Peñamil - Marcos Pérez Sánchez - Carmen Mercedes Cáceres - アンドレス・バルバ   | Debate/Penguin Random House Grupo Editorial       | 2020年11月17日 | - ISBN 978-8-499-92974-3 (ハードカバー) - ISBN 978-1-644-73257-1 (ペーパーバック) | ISBN 978-8-499-92975-0 | ISBN 978-8-417-63694-4 (朗読: Víctor Sabi)      |
| フィンランド語            | Luvattu maa             | - Kyösti Karvonen - Seppo Raudaskoski - Ilkka Rekiaro                                                                         | Otava Publishing Company                          | 2020年11月17日 | - ISBN 978-9-511-32084-5 (ハードカバー) - ISBN 978-9-511-30707-5 (ペーパーバック) | ISBN 978-9-511-39276-7 | ISBN 978-9-511-39371-9 (朗読: ヤニ・トイヴォラ) |
| ドイツ語                  | Ein verheißenes Land    | - Sylvia Bieker - Harriet Fricke - Stephan Gebauer - Stephan Kleiner - Elke Link - Thorsten Schmidt - Henriette Zeltner-Shane | Penguin Verlag/Penguin Random House Verlagsgruppe | 2020年11月17日 | ISBN 978-3-3286-0062-6 (ハードカバー)                                             | ISBN 978-3-6412-3036-4 | ISBN 978-3-8445-2965-4 (朗読: Andreas Fröhlich) |
| オランダ語                | Een beloofd land        | - Rebekka W.R. Bremmer - Bep Fontijn - Frans Reusink - Edzard Krol                                                            | Hollands Diep                                     | 2020年11月17日 | ISBN 978-9-048-84074-8 (ハードカバー)                                             | ISBN 978-9-048-84075-5 |                                                 |
| ルーマニア語              | Pământul făgăduinței    | Diana Popescu Marin | Editura Litera                                    | 2020年11月17日 | ISBN 978-6-063-36679-6 (ハードカバー)                                             |                        |                                                 |
| イタリア語                | Una terra promessa      | - Giuseppe Maugeri - Maria Grazia Galli - Paolo Lucca                                                                         | Garzanti                                          | 2020年11月17日 | ISBN 978-8-811-14987-3 (ハードカバー)                                             | ISBN 978-8-811-81842-7 |                                                 |
| スウェーデン語            | Ett förlovat land       | Manne Svensson | Albert Bonniers Förlag                            | 2020年11月17日 | ISBN 978-9-100-17760-7 (ハードカバー)                                             | ISBN 978-9-100-18838-2 |                                                 |
| デンマーク語              | Et forjættet land       | - Anders Juel Michelsen - Karsten Nielsen                                                                                     | Lindhardt og Ringhof                              | 2020年11月17日 | ISBN 978-8-711-69434-3 (ハードカバー)                                             |                        |                                                 |
| ノルウェー語              | Et lovet land           | - Eivind Lilleskjæret - Gunnar Nyquist                                                                                        | Cappelen Damm                                     | 2020年11月17日 | ISBN 978-8-202-66272-1 (ハードカバー)                                             | ISBN 978-8-202-70177-2 |                                                 |
| ギリシャ語                | Γη της επαγγελίας       | Μάνος Τζιρίτας | Athens Bookstore Publications                     | 2020年11月17日 | ISBN 978-6-188-40326-0 (ハードカバー)                                             |                        |                                                 |
| リトアニア語              | Pažadėtoji žemė         | - Asta Tobulevičienė - Daumantas Gadeikis - Jovita Liutkutė                                                                   | Alma Littera                                      | 2020年11月17日 | ISBN 978-6-090-14337-7 (ハードカバー)                                             |                        |                                                 |
| ハンガリー語              | Egy ígéret földje       | - Judit Darnyik - Bread Anna - Tamás Pétersz                                                                                  | HVG Könyvek Kiadó [HVG Publishing Co.]            | 2020年11月17日 | ISBN 978-9-635-65005-7 (ハードカバー)                                             |                        |                                                 |
| ポルトガル語 (ブラジル)   | Uma Terra Prometida     | - Berilo Vargas - Cássio de Arantes Leite - Denise Bottmann - Jorio Dauster                                                   | Companhia das Letras                              | 2020年11月17日 | ISBN 978-8-535-93396-3 (ペーパーバック)                                           | ISBN 978-6-557-82032-2 |                                                 |
| ポルトガル語 (ポルトガル) | Uma Terra Prometida     | | Objectiva/Penguin Random House Grupo Editorial    | 2020年11月17日 | ISBN 978-9-897-84135-4 (ペーパーバック)                                           | ISBN 978-9-897-84152-1 |                                                 |
| ブルガリア語              | Обетована земя          | Marin Zagorchev | СофтПрес [SofPress]                               | 2020年11月17日 | ISBN 978-6-191-51635-3 (ハードカバー)                                             |                        |                                                 |
| ヘブライ語                | ארץ מובטחת              | - Edith Schorer - Inbal Sagiv-Nakdimon - Ofer Kober                                                                           | ידיעות ספרים [Yedioth Books]                      | 2020年11月17日 | ISBN 978-965-564-690-0 (ペーパーバック)                                           |                        |                                                 |
| ポーランド語              | Ziemia obiecana         | Dariusz Żukowski | Agora Publishing House                            | 2020年11月17日 | ISBN 978-83-268-4583-3 (ペーパーバック)                                           | ISBN 978-83-268-3413-4 |                                                 |
| 中国語                    | 應許之地：歐巴馬回憶錄  | - 陳琇玲 - 鍾玉玨 - 楊明暐 - 陳文和 - 林步昇                                                                                  | 商業周刊 [Business Weekly Group]                  | 2020年11月17日 | ISBN 978-98-655-1925-4 (ペーパーバック)                                           |                        |                                                 |
| フランス語                | Une terre promise       | - Pierre Demarty - Charles Recoursé - Nicolas Richard                                                                         | Editions Fayard                                   | 2020年11月17日 | ISBN 978-22-137-0612-2 (ハードカバー)                                             | ISBN 978-22-137-0788-4 |                                                 |
| ペルシャ語                | سرزمین موعود            | Mohammad Memarian | Mehrandish Publications                           | 2020年11月17日 | ISBN 978-964-0021-59-0                                                            |                        |                                                 |
| 日本語                    | 約束の地 大統領回顧録 I | - 山田文 - 三宅康雄 - 長尾莉紗 - 高取芳彦 - 藤田美菜子 - 柴田さとみ - 山田美明 - 関根光宏 - 芝瑞紀 - 島崎由里子               | 集英社                                            | 2021年2月16日  | ISBN 978-4087861334 (ハードカバー・上巻) ISBN 978-4087861341 (ハードカバー・下巻) |                        |                                                 |
| 朝鮮語                    | 약속의 땅               | Rho Seung-young | Woongjin Jisik House                              | 2021年7月28日  | ISBN 978-89-01-25186-8 (ハードカバー)                                             | ISBN 978-89-01-25215-5 |                                                 |
| ベトナム語                | Miền Đất Hứa            | Đỗ Hùng | Dân Trí Publisher                                 |                | ISBN 978-604-344-540-4                                                            |                        |                                                 |